# Saint-Jean-de-Ceyrargues
Saint-Jean-de-Ceyrargues è un comune francese di 162 abitanti situato nel dipartimento del Gard, nella regione dell'Occitania.

## Società

### Evoluzione demografica
Abitanti censiti